# Crataegus exilis
Crataegus exilis — вид квіткових рослин із родини трояндових (Rosaceae).

## Біоморфологічна характеристика
Це кущ 20–40 дм заввишки; гілки ± плакучі. Нові гілочки запушені, 1-річні світло-сіро-коричневі, старші сіро-коричневі; колючки на гілочках прямі, темні, 1–1.5 см. Листки: ніжки листків 25–30% від довжини пластини, запушені молодими; листові пластини від широко-зворотно-яйцюватої до широко ромбо-еліптичної, менші ± довгасто-клиноподібні, 1.5–2.5(3) см, основа звужена, частки 0 чи 1 (чи 2) з боків, верхівки часток субгострі, краї городчато-пилчасті, поверхні запушені молодими, особливо знизу на жилках, потім ± голі. Суцвіття 3–7-квіткові. Квітки 15 мм у діаметрі; гіпантій ворсистий; чашолистки вузькотрикутні, 3–4 мм; пиляки кремові чи кольору слонової кістки. Яблука червоні, круглі, 5–7 мм у діаметрі, голі. Період цвітіння: березень і квітень; період плодоношення: серпень і вересень.

## Ареал
Ендемік Джорджії, США.
Населяє піщаний ґрунт, береги струмків; на висотах 60 метрів.